# Suzannah Lipscomb

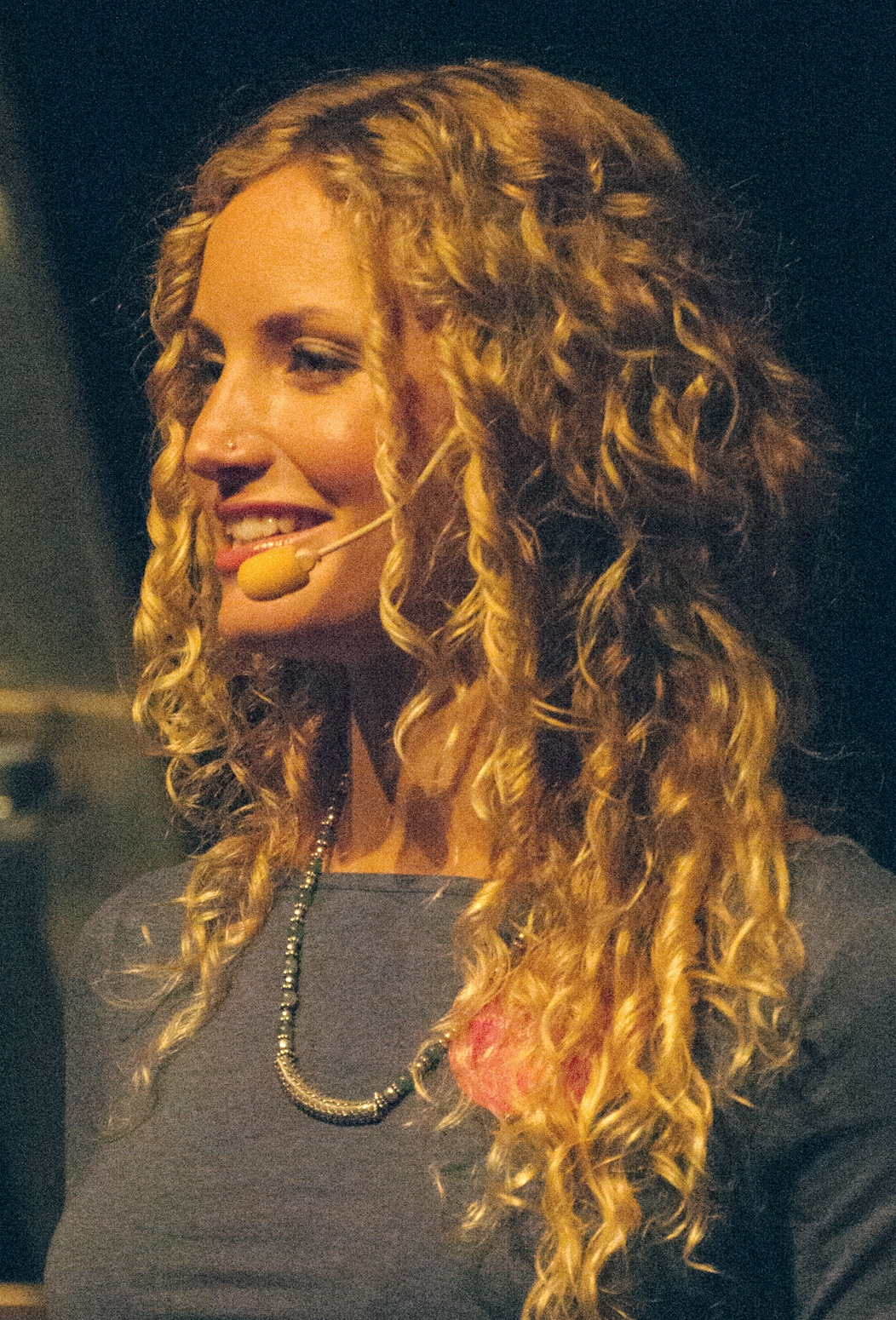
Suzannah Lipscomb (2013)

Suzannah Rebecca Gabriella Lipscomb FRHistS, FHEA, (* 7. Dezember 1978) ist eine britische Historikerin,  und Fernsehmoderatorin.

## Leben und Wirken
Lipscomb wuchs in Surrey auf. Sie besuchte die Nonsuch High School for Girls, das Epsom College sowie Lincoln College und Balliol College der Universität Oxford.  2009 wurde sie in Oxford mit einer Arbeit zum Thema Maids, Wives, and Mistresses: Disziplinierte Frauen im Languedoc der Reformation zum Doktor der Philosophie promoviert. Während der Fertigstellung ihrer Dissertation arbeitete sie als Kuratorin im Hampton Court Palace, wo sie für die Organisation einer Reihe von Ausstellungen verantwortlich war, die im Frühjahr und Sommer 2009 anlässlich des 500-jährigen Jubiläums der Thronbesteigung von Heinrich VIII. von England stattfanden. Das Programm wurde 2011 mit dem vom Arts and Humanities Research Council (AHRC) gesponserten KTP Award for Humanities for the Creative Economy ausgezeichnet.
2010 wurde Lipscomb Dozentin für Geschichte an der University of East Anglia. 2011 wurde sie Fellow der Royal Historical Society. Von 2011 bis 2016 war sie Leiterin der Fakultät für Geschichte am New College of the Humanities. 2018 wurde Lipscomb zum Fellow der Higher Education Academy gewählt. 2017 kam sie als Lektorin für Geschichte der Frühen Neuzeit an die Fakultät für Geisteswissenschaften der University of Roehampton, wo 2019 ihre Ernennung zur Professorin für Geschichte erfolgte.
Im Dezember 2020 wurde Lipscomb zur Treuhänderin des Mary Rose Trust ernannt. Am 1. April 2021 wurde sie als Professorin an der Universität Roehampton emeritiert. Darüber hinaus ist Lipscomb Beraterin der Historic Royal Palaces und externes Mitglied des Forschungsstrategieausschusses. Sie ist zudem Mitglied des Verwaltungsrats des Epsom College. Im Februar 2022 wurde sie zum Fellow der Society of Antiquaries of London gewählt.
Lipscomb verfasste und moderierte zahlreiche Fernseh- und Hörfunksendungen über die britische Geschichte. Außerdem trat sie mehrfach in der Quizsendung Insert Name Here auf.

## Forschungsschwerpunkte
Lipscombs Forschungsschwerpunkt liegt auf dem sechzehnten Jahrhundert, sowohl in der englischen als auch in der französischen Geschichte, und umfasst die Bereiche Religions-, Geschlechter-, Politik-, Sozial- und Psychologiegeschichte. Sie schrieb und sprach auch über britische und europäische Hexenprozesse und schrieb viele Jahre lang eine regelmäßige Kolumne für die Zeitschrift History Today.

## Politisches Engagement
Im Mai 2016 war Lipscomb einer von 300 prominenten Historikern, darunter Simon Schama und Niall Ferguson, die einen Brief an The Guardian unterzeichneten, in dem sie den Wählern mitteilten, dass sie Großbritannien zur Bedeutungslosigkeit verdammen würden, wenn sie sich am 23. Juni für einen Austritt aus der Europäischen Union (EU) entscheiden würden.
Im Januar 2022 war Lipscomb unter den 310 Schriftstellern und Verlegern, gemeinsam mit unter anderem  Bernadine Evaristo und Robert Macfarlane, die in einem Brief an die Times mit dem Titel Freedom to Protest das britische Oberhaus aufforderten, einen neuen Gesetzentwurf der Regierung über Polizei, Kriminalität, Strafvollzug und Gerichte abzulehnen.

## Auszeichnungen
- 2012: Nancy Lyman Roelker Preis  der Sixteenth Century Society für den Zeitschriftenartikel Crossing Boundaries: Women's Gossip, Insults, and Violence in Sixteenth-Century France in French History (Vol. 25, No. 4)[26]
- 2021: Auszeichnung (2. Platz) der Social History Society für das Buch The Voices of Nîmes: Women, Sex, and Marriage in Reformation Languedoc[27]

## Publikationen (Auswahl)
- mit Brett Doman, Lee Prosser, David Souden, Lucy Worsley: Henry VIII: 500 Facts. Historic Royal Palaces, 2009. ISBN 978-1-873993-12-5.
- 1536: The Year that Changed Henry VIII. Lion, Oxford 2009. ISBN 978-0-7459-5365-6.
- A Visitor's Companion to Tudor England. Ebury Press, 2012. ISBN 978-0-09-194484-1.
- als Hrsg. mit Thomas Betteridge: Henry VIII and the Court: Art, Politics and Performance. Ashgate, Farnham (Surrey) 2013, ISBN 978-1-4094-1185-7.
- The King is Dead: The Last Will and Testament of Henry VIII. Head of Zeus, London 2015, ISBN 978-1-78408-191-1.
- Witchcraft. Ladybird Books, London 2018, ISBN 978-0-7181-8843-6.
- The Voices of Nîmes: Women, Sex, and Marriage in Reformation Languedoc. Oxford University Press, Oxford, Februar 2019. ISBN 978-0-19-879766-1.
- What is History, Now? Weidenfeld and Nicolson, London 2021, ISBN 978-1-4746-2245-5.